# Gileppe

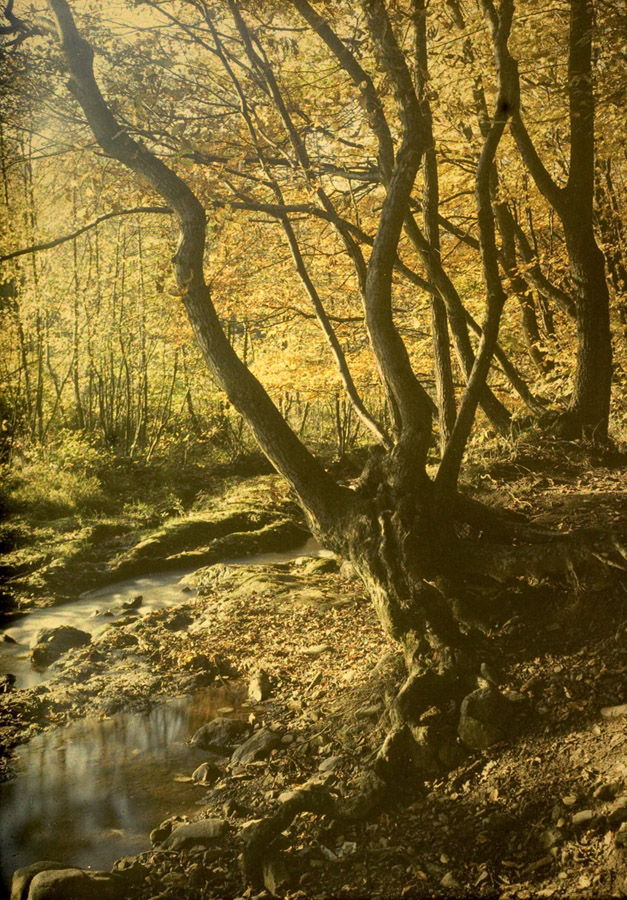
Bron van de Gileppe

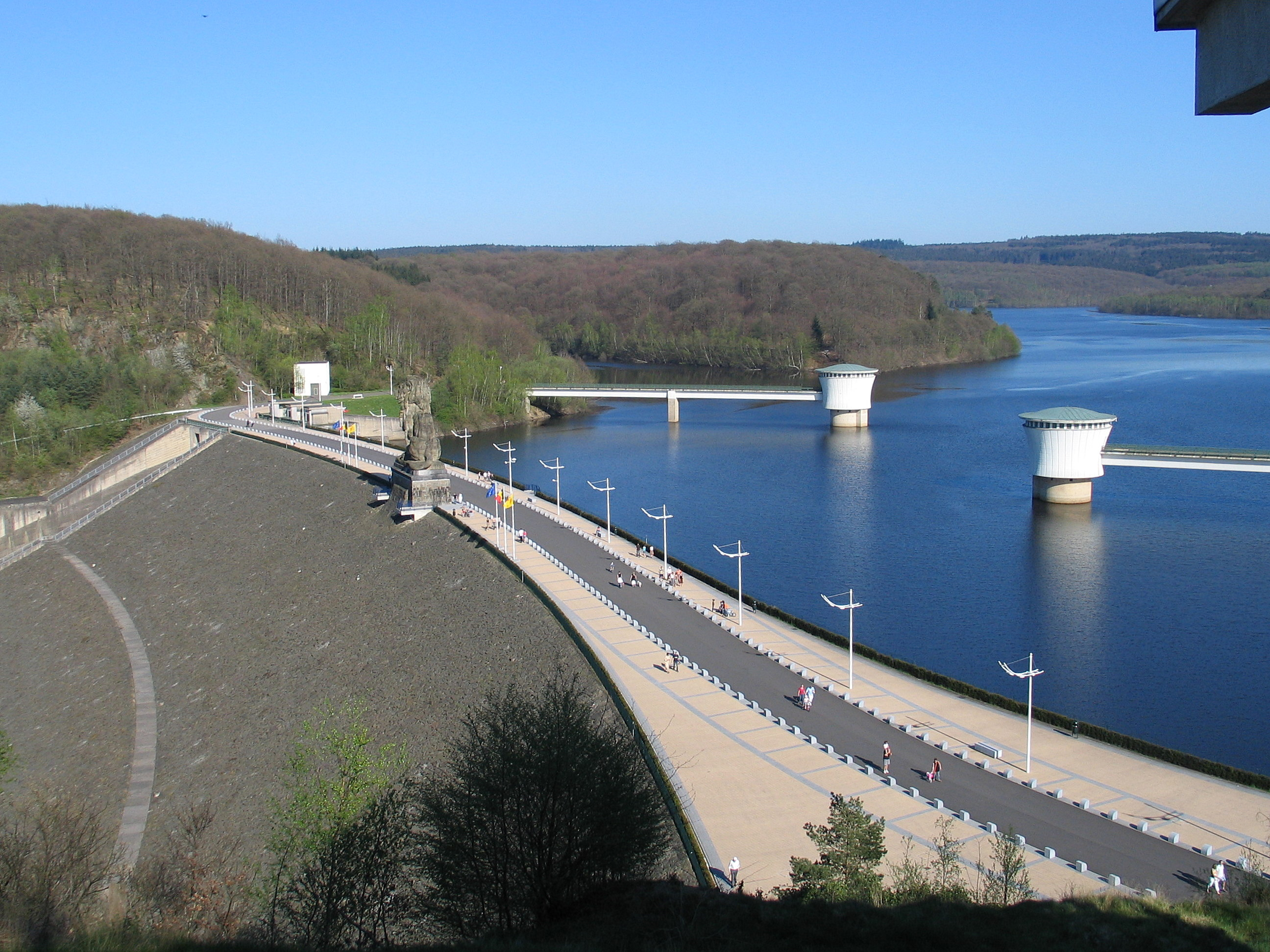
De stuwdam van de Gileppe

De Gileppe is een rivier in de Belgische provincie Luik. De rivier stroomt door het landschap van de Hoge Venen. De bron bevindt zich eveneens in dit gebied in de Fagne Gulpin, in de nabijheid van de Baraque Michel. De Gileppe mondt een twintigtal kilometer verder uit in de Vesder, in Gulke-Béthane.
De rivier is voornamelijk bekend door de Gileppestuwdam waarvan het meer door haar van water voorzien wordt.